# Ptilogyna (Ptilogyna) macquartii
Ptilogyna (Ptilogyna) macquartii is een tweevleugelige uit de familie langpootmuggen (Tipulidae). De soort komt voor in het Australaziatisch gebied.